# Shelly-Ann Fraser-Pryce
Shelly-Ann Fraser-Pryce (Kingston, 27 dicembre 1986) è una velocista giamaicana.
Considerata la più grande velocista della sua generazione, è stata due volte campionessa olimpica dei 100 metri piani ai Giochi di Pechino 2008 e Londra 2012, nonché della staffetta 4×100 metri ai Giochi di Tokyo 2020, per un totale di otto medaglie olimpiche vinte in carriera. Può vantare inoltre cinque titoli mondiali nei 100 metri piani, uno nei 200 metri piani e quattro nella staffetta 4×100 metri, conquistati tra il 2009 e il 2022, oltre che un titolo mondiale indoor nei 60 metri piani.
È stata la prima donna a detenere contemporaneamente il titolo olimpico e mondiale dei 100 metri piani, nonché la prima atleta giamaicana a laurearsi campionessa olimpica della specialità. È la terza atleta più veloce di sempre sui 100 metri piani, con il tempo di 10"60 stabilito il 26 agosto 2021 a Losanna.

## Biografia
Cresciuta a Kingston, Giamaica, Shelly-Ann Fraser si allena col gruppo di lavoro di Asafa Powell, l'MVP Track & Field Club. Emerge a livello nazionale nel 2008, concludendo al secondo posto con 10"85 la prova dei 100 m ai campionati nazionali giamaicani, scendendo per la prima volta in carriera sotto gli 11" e conquistando così la partecipazione ai Giochi olimpici di Pechino.

### 2008-2009: dal trionfo olimpico a Pechino a quello mondiale di Berlino
A Pechino supera facilmente il primo turno dei 100 m, vincendo la sua batteria in 11"35, e successivamente i quarti di finale terminando per prima la sua serie con il tempo di 11"06. Nella propria semifinale sopravanza le statunitensi Muna Lee e Lauryn Williams, vincendo in 11" netti e garantendosi l'accesso in finale ed una corsia centrale.
La finale è dominata dalla Fraser, che conquista l'oro con il tempo di 10"78, suo nuovo primato personale, con ben 20 centesimi di distacco dalle connazionali Sherone Simpson e Kerron Stewart che completano, a pari merito al secondo posto, un podio totalmente giamaicano. Con il tempo ottenuto nella finale dei 100 m Shelly-Ann Fraser stabilisce la decima miglior prestazione di sempre sulla distanza, nonché il secondo miglior tempo mai corso da un'atleta giamaicana, preceduta soltanto da Merlene Ottey con il tempo di 10"74 ottenuto a Milano nel 1996.
Insieme alle connazionali Sheri-Ann Brooks, Aleen Bailey e Veronica Campbell, la Fraser prende parte alla semifinale della staffetta 4×100 metri, prova che vede le giamaicane, alla luce delle grandi prestazioni individuali, tra le favorite per la conquista del titolo olimpico. La semifinale è vinta dalle quattro staffettiste giamaicane davanti a Russia, Germania e Cina, con il tempo di 42"24, miglior riscontro cronometrico tra tutte le nazionali presenti in semifinale. Nella finalissima Sheri-Ann Brooks e Aleen Bailey sono sostituite da Sherone Simpson e Kerron Stewart, medaglie d'argento della prova individuale, ma la squadra giamaicana non conclude la gara a causa di un errore nella fase del passaggio del testimone.
Il 14 settembre dello stesso anno alla World Athletics Final organizzata dalla IAAF la Fraser conferma la sua grande stagione vincendo i 100 m e realizzando un ottimo 10"94.

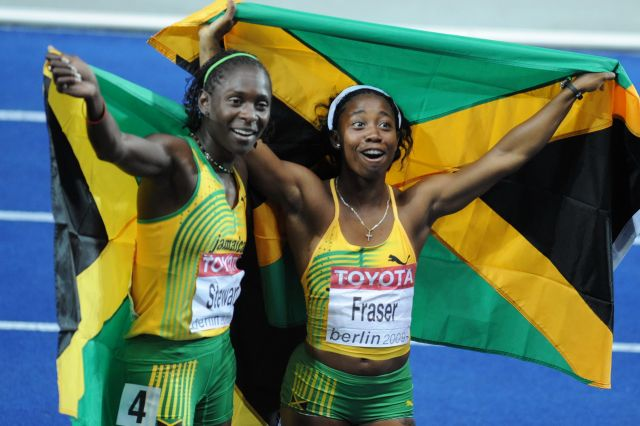
Kerron Stewart e Shelly-Ann Fraser-Pryce festeggiano l'argento e l'oro dei 100 m a

Nel giugno del 2009 la Fraser conquista il suo primo titolo giamaicano dei 100 m, vincendo la gara in 10"88, miglior tempo mondiale stagionale, con un forte vento contrario di -1,5 m/s. La vittoria sui 100 m ai campionati nazionali le garantisce la qualificazione ai Mondiali di Berlino, dove si presenta come una delle favorite a salire sul podio.
A Berlino supera agilmente le batterie ed i quarti vincendo le sue serie rispettivamente in 11"41 e 11"02. In semifinale conclude la gara con il tempo di 10"79, suo primato personale stagionale e tempo che le permette di qualificarsi con il miglior tempo alla finale. A qualche ora di distanza vince la finale dei 100 metri, sfruttando un'ottima partenza e concludendo in 10"73 davanti alla connazionale Kerron Stewart. Il tempo ottenuto dalla Fraser è anche il nuovo record nazionale giamaicano e la proietta al terzo posto tra le donne più veloce di sempre alla pari con la francese Christine Arron.
Il 22 agosto ottiene la sua seconda medaglia d'oro durante la rassegna mondiale di Berlino, vincendo con la staffetta 4×100 metri (composta da Simone Facey, dalla stessa Fraser, Aleen Bailey e Kerron Stewart), con il tempo di 42"06 davanti alle rappresentative di Bahamas e Germania.
Il 12 settembre alla World Athletics Final di Salonicco termina la prova dei 100 metri al secondo posto in 10"89, preceduta dalla statunitense Carmelita Jeter che vince con il tempo di 10"67.

### 2010-2012: mondiali di Taegu e Olimpiadi di Londra
Il 22 febbraio 2010 Shelly-Ann Fraser viene nominata Goodwill Ambassador da parte dell'UNICEF, prima personalità giamaicana a ricoprire questo ruolo.
Il 3 luglio si classifica seconda nella gara dei 100 metri del Prefontaine Classic, sesta tappa della Diamond League; il tempo realizzato, 10"82, rappresenta per la Fraser la miglior prestazione dell'anno. Qualche giorno dopo è attesa al meeting Athletissima di Losanna, dove tuttavia non si presenta alla partenza. Nelle ore successive viene comunicato da Bruce James, presidente dell'MVP, il club di appartenenza della Fraser, che la campionessa olimpica e mondiale è risultata positiva ad un test anti-doping effettuato dopo il meeting di Shanghai del 23 maggio. La positività sarebbe stata causata da un farmaco utilizzato per curare un problema ad un dente e di cui sarebbe stata omessa la comunicazione alla IAAF.

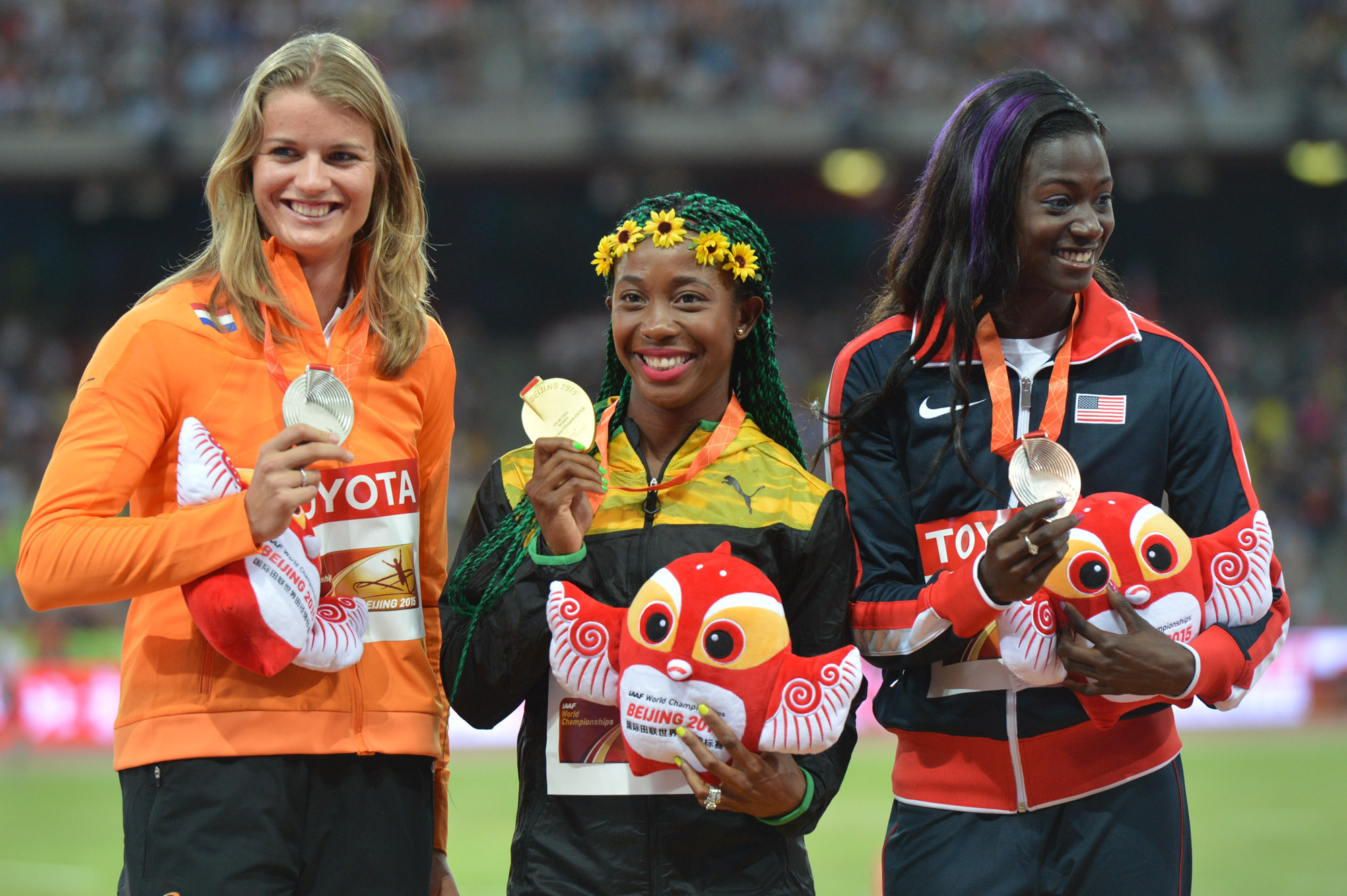
Shelly-Ann Fraser-Pryce (al centro) sul podio dei Mondiali di

Nel 2011 non partecipa ai trials giamaicani, usufruendo della "wild card", che permette ai campioni mondiali dell'edizione precedente di partecipare alla gara a cui hanno vinto pur senza superare le selezioni o registrare il tempo minimo necessario.
Ai Mondiali di Taegu Fraser non prenderà parte alle batterie iniziali (che prenderanno il nome di "turni preliminari") come tutte le altre professioniste per scelta della IAAF, avendo così il vantaggio di correre una volta in meno. Nella sua prima batteria di qualificazione arriva seconda dietro la nigeriana Blessing Okagbare per 3 centesimi di secondo, stabilendo il quarto miglior tempo di tutti. La semifinale la vince invece in 11"03 (vento -1,4 m/s), stavolta secondo miglior tempo, a solo un centesimo da Carmelita Jeter, campionessa statunitense e sua principale rivale.
In finale la giamaicana riesce come suo solito ad effettuare la partenza migliore e a lottare per l'oro fino a 70-80 metri dal traguardo, tuttavia nell'ultimo tratto viene superata da ben tre atlete: Carmelita Jeter, che vince in 10"90, Veronica Campbell-Brown (10"97) e Kelly-Ann Baptiste (10"98), con 10"99 Fraser sfiora il terzo posto, rimanendo a sorpresa fuori dal podio per un solo centesimo di secondo. La gara, danneggiata da un forte vento contrario di 1,4 m/s è anche caratterizzata dagli alti tempi di reazione, a causa della nuova regola sulla falsa partenza in vigore dal 2010, che impone la squalifica immediata al/alla primo/a atleta che la effettua; Fraser risulterà in parte danneggiata da questa regola, infatti in finale partirà con 0,174 di tempo di reazione, non dei peggiori ma comunque alto e seppur facendo una gara più veloce della terza classificata Baptiste (che partirà con 0,151) non riuscirà a tenerla dietro fino alla fine proprio a causa del ritardo; se fosse partita come lei sarebbe arrivata addirittura seconda.
Il 29 giugno 2012 a Kingston stabilisce con 10"70 il record giamaicano dei 100 m piani; il risultato la pone al quarto posto tra le donne più veloci di sempre, preceduta dalle sole Florence Griffith-Joyner, Carmelita Jeter e Marion Jones.
Ai Giochi olimpici di Londra 2012 si riprende lo scettro sui 100 m piani, battendo con 10"75 Carmelita Jeter (10"78) e Veronica Campbell-Brown (10"81). La vittoria è forse anche dovuta a un maggiore allenamento sulla fase lanciata, Fraser infatti prende parte per la prima volta alla finale dei 200 m piani, in cui con 22"09 arriva seconda dietro Allyson Felix (21"88).

### 2013-2017: i trionfi ai mondiali e le Olimpiadi di Rio
Nel 2013 ai campionati mondiali di Mosca si impone come dominatrice assoluta della velocità, conquistando l'oro nei 100 metri (in 10"71, miglior prestazione mondiale stagionale), nei 200 metri e nella staffetta 4x100 m (in 41"29, nuovo record della competizione). L'anno successivo, invece, si aggiudica l'oro nei 60 metri piani ai mondiali indoor di Sopot, in Polonia, oltre ad un bronzo nella 4x200 m alle World Relays ed un oro nella 4x100 m ai Giochi del Commonwealth di Glasgow.
Ai mondiali di Pechino, nel 2015, si aggiudica altre due medaglie d'oro iridate, nei 100 metri e nella staffetta 4x100 m, contribuendo a migliorare ulteriormente in quest'ultima disciplina il record della competizione, con il crono di 41"07. 
L'anno seguente partecipa ai Giochi olimpici di Rio de Janeiro 2016, senza riuscire a confermare la medaglia d'oro vinta nelle due edizioni precedenti: nonostante ciò torna dal Brasile con un argento nei 100 metri ed un bronzo nella 4x100 m.
Nel marzo del 2017 annuncia di essere incinta, saltando di conseguenza l'appuntamento iridato di quell'anno, in programma ad agosto a Londra.

### 2018-2022: le Olimpiadi di Tokyo ed il decimo oro mondiale
Torna a partecipare a delle competizioni internazionali nel 2018, in occasione dei campionati nord-centroamericani e caraibici di Toronto. Nel 2019, invece, conquista altri due titoli ai campionati mondiali di Doha, vincendo per la quarta volta in carriera la medaglia d'oro nella competizione sia nei 100 metri piani sia nella 4x100 m. 
Dopo un 2020 privo di impegni rilevanti (a causa della pandemia di COVID-19) il 5 giugno 2021, a Kingston, in Giamaica, è diventata la seconda velocista più veloce della storia sui 100 m piani, fermando il cronometro a 10"63 (vento +1,3 m/s), a distanza di quasi 33 anni dal miglior tempo della statunitense Florence Griffith-Joyner. Sempre nel 2021 prende parte ai Giochi olimpici di Tokyo 2020 (rinviati di un anno a causa della succitata pandemia): nei 100 metri piani si aggiudica la medaglia d'argento, arrivando alle spalle della connazionale Elaine Thompson-Herah, mentre nella staffetta 4x100 m vince il suo terzo oro olimpico in carriera con il tempo di 41"02 (nuovo record nazionale giamaicano); infine arriva ai piedi del podio nei 200 metri piani, mancando la medaglia di bronzo per soli sette centesimi.
Nel 2022 ai campionati del mondo di Eugene trova il suo decimo oro mondiale in carriera, vincendo i 100 metri piani con il crono di 10"67 (nuovo record della competizione); a questo successo si aggiungono altre due medaglie d'argento, nei 200 metri piani (dietro alla connazionale Shericka Jackson) e nella 4x100 m, dove la squadra giamaicana viene sconfitta dagli Stati Uniti.

### 2023-
L'anno successivo partecipa al suo nono mondiale in carriera, a Budapest, in cui vince la medaglia di bronzo nei 100 metri piani e la medaglia d'argento nella staffetta 4x100 m.
L'8 febbraio 2024 annuncia il suo ritiro dopo le Olimpiadi di Parigi. L'11 aprile 2025, tuttavia, ufficializza il suo immediato ritorno alle competizioni.

## Record nazionali
Seniores
- Staffetta 4×100 metri: 41"07 ( Pechino, 29 agosto 2015) (Veronica Campbell-Brown, Natasha Morrison, Elaine Thompson-Herah, Shelly-Ann Fraser-Pryce)

## Progressione

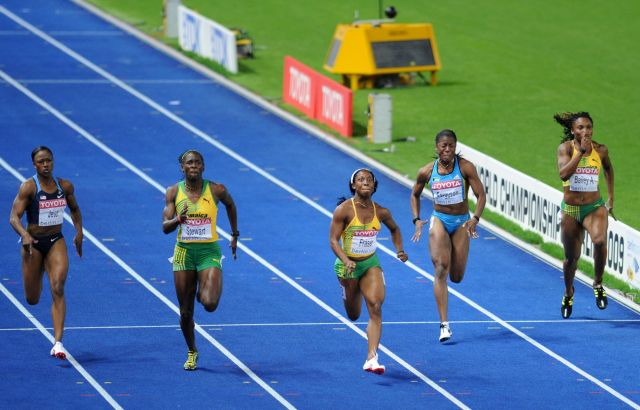
La finale dei 100 m dei Mondiali di vinti dalla Fraser-Pryce

### 60 metri piani indoor
| Stagione | Tempo | Luogo     | Data      | Rank. Mond. |
| -------- | ----- | --------- | --------- | ----------- |
| 2019/20  | 7"16  | Glasgow   | 15-2-2020 | 10ª         |
| 2013/14  | 6"98  | Sopot     | 9-3-2014  | 1ª          |
| 2012/13  | 7"04  | Stoccolma | 21-2-2013 | 2ª          |

### 100 metri piani
| Stagione | Tempo | Luogo          | Data      | Rank. Mond. |
| -------- | ----- | -------------- | --------- | ----------- |
| 2023     | 10"77 | Budapest       | 21-8-2023 |             |
| 2022     | 10"62 | Monaco         | 10-8-2022 | 1ª          |
| 2021     | 10"60 | Losanna        | 26-8-2021 | 2ª          |
| 2020     | 10"86 | Kingston       | 22-8-2020 | 2ª          |
| 2019     | 10"71 | Doha           | 29-9-2019 | 1ª          |
| 2018     | 10"98 | Londra         | 21-7-2018 | 10ª         |
| 2016     | 10"86 | Rio de Janeiro | 13-8-2016 | 8ª          |
| 2015     | 10"74 | Saint-Denis    | 4-7-2015  | 1ª          |
| 2014     | 11"01 | Monaco         | 18-7-2014 | 8ª          |
| 2013     | 10"71 | Mosca          | 12-8-2013 | 1ª          |
| 2012     | 10"70 | Kingston       | 29-6-2012 | 1ª          |
| 2011     | 10"95 | Eugene         | 4-6-2011  | 6ª          |
| 2009     | 10"73 | Berlino        | 17-8-2009 | 2ª          |
| 2008     | 10"78 | Pechino        | 17-8-2008 | 1ª          |
| 2007     | 11"31 | Kingston       | 23-6-2007 | 71ª         |
| 2006     | 11"74 | Kingston       | 31-3-2006 | 436ª        |
| 2005     | 11"72 | Bacolet        | 26-3-2005 | 381ª        |
| 2004     | 11"72 | Kingston       | 28-2-2004 | 384ª        |
| 2003     | 11"57 | Spanish Town   | 14-6-2003 | 198ª        |
| 2002     | 12"38 | Kingston       | 21-2-2002 |             |

### 200 metri piani
| Stagione | Tempo | Luogo        | Data      | Rank. Mond. |
| -------- | ----- | ------------ | --------- | ----------- |
| 2023     | 22"26 | Kingston     | 9-7-2023  |             |
| 2022     | 21"81 | Eugene       | 21-7-2022 | 3ª          |
| 2021     | 21"79 | Kingston     | 27-6-2021 | 2ª          |
| 2020     | 22"57 | Kingston     | 9-8-2020  | 6ª          |
| 2019     | 22"22 | Kingston     | 23-6-2019 | 7ª          |
| 2016     | 23"15 | Kingston     | 2-7-2016  | 136ª        |
| 2015     | 22"37 | Kingston     | 9-5-2015  | 17ª         |
| 2014     | 22"53 | Kingston     | 3-5-2014  | 13ª         |
| 2013     | 22"13 | Kingston     | 23-6-2013 | 1ª          |
| 2012     | 22"09 | Londra       | 8-8-2012  | 2ª          |
| 2011     | 22"59 | Zurigo       | 8-9-2011  | 14ª         |
| 2009     | 22"58 | Kingston     | 28-6-2009 | 18ª         |
| 2008     | 22"15 | Kingston     | 29-6-2008 | 6ª          |
| 2007     | 24"13 | Kingston     | 17-2-2007 |             |
| 2004     | 24"08 | Spanish Town | 13-3-2004 | 512ª        |
| 2002     | 24"85 | Bridgetown   | 5-7-2002  |             |

## Palmarès

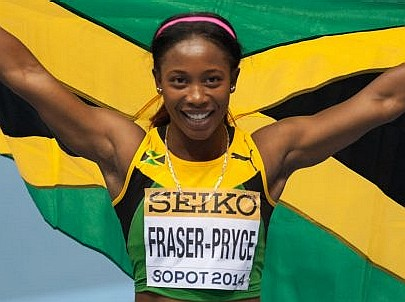
Shelly-Ann Fraser-Pryce ai Mondiali indoor di

| Anno | Manifestazione          | Sede           | Evento      | Risultato  | Prestazione | Note                                     |
| ---- | ----------------------- | -------------- | ----------- | ---------- | ----------- | ---------------------------------------- |
| 2007 | Mondiali                | Osaka          | 4×100 m     | Argento    | 42"01       | [ 28 ]                                   |
| 2008 | Giochi olimpici         | Pechino        | 100 m piani | Oro        | 10"78       | Miglior prestazione personale            |
| 2008 | Giochi olimpici         | Pechino        | 4×100 m     | Finale     | dnf         |                                          |
| 2009 | Mondiali                | Berlino        | 100 m piani | Oro        | 10"73       | Record nazionale                         |
| 2009 | Mondiali                | Berlino        | 4×100 m     | Oro        | 42"06       |                                          |
| 2011 | Mondiali                | Taegu          | 100 m piani | 4ª         | 10"99       |                                          |
| 2011 | Mondiali                | Taegu          | 4×100 m     | Argento    | 41"70       | Record nazionale                         |
| 2012 | Giochi olimpici         | Londra         | 100 m piani | Oro        | 10"75       |                                          |
| 2012 | Giochi olimpici         | Londra         | 200 m piani | Argento    | 22"09       | Miglior prestazione personale            |
| 2012 | Giochi olimpici         | Londra         | 4×100 m     | Argento    | 41"41       | Record nazionale                         |
| 2013 | Mondiali                | Mosca          | 100 m piani | Oro        | 10"71       | Miglior prestazione mondiale stagionale  |
| 2013 | Mondiali                | Mosca          | 200 m piani | Oro        | 22"17       |                                          |
| 2013 | Mondiali                | Mosca          | 4×100 m     | Oro        | 41"29       | Record dei campionati                    |
| 2014 | Mondiali indoor         | Sopot          | 60 m piani  | Oro        | 6"98        | Miglior prestazione mondiale stagionale  |
| 2014 | World Relays            | Nassau         | 4×200 m     | Bronzo     | 1'30"04     | Record nazionale                         |
| 2014 | Giochi del Commonwealth | Glasgow        | 4×100 m     | Oro        | 41"83       | Record dei Giochi                        |
| 2015 | Mondiali                | Pechino        | 100 m piani | Oro        | 10"76       |                                          |
| 2015 | Mondiali                | Pechino        | 4×100 m     | Oro        | 41"07       | Record dei campionati                    |
| 2016 | Giochi olimpici         | Rio de Janeiro | 100 m piani | Bronzo     | 10"86       | Miglior prestazione personale stagionale |
| 2016 | Giochi olimpici         | Rio de Janeiro | 4×100 m     | Argento    | 41"36       | Miglior prestazione personale stagionale |
| 2018 | Campionati NACAC        | Toronto        | 100 m piani | 5ª         | 11"18       |                                          |
| 2018 | Campionati NACAC        | Toronto        | 4×100 m     | Argento    | 43"33       |                                          |
| 2019 | World Relays            | Yokohama       | 4×200 m     | Bronzo     | 1'33"21     | Miglior prestazione personale stagionale |
| 2019 | Giochi panamericani     | Lima           | 200 m piani | Oro        | 22"43       | Record dei Giochi                        |
| 2019 | Mondiali                | Doha           | 100 m piani | Oro        | 10"71       | Miglior prestazione mondiale stagionale  |
| 2019 | Mondiali                | Doha           | 4×100 m     | Oro        | 41"44       | Miglior prestazione mondiale stagionale  |
| 2021 | Giochi olimpici         | Tokyo          | 100 m piani | Argento    | 10"74       |                                          |
| 2021 | Giochi olimpici         | Tokyo          | 200 m piani | 4ª         | 21"94       |                                          |
| 2021 | Giochi olimpici         | Tokyo          | 4×100 m     | Oro        | 41"02       | Record nazionale                         |
| 2022 | Mondiali                | Eugene         | 100 m piani | Oro        | 10"67       | =                                        |
| 2022 | Mondiali                | Eugene         | 200 m piani | Argento    | 21"81       | Miglior prestazione personale stagionale |
| 2022 | Mondiali                | Eugene         | 4×100 m     | Argento    | 41"18       | Miglior prestazione personale stagionale |
| 2023 | Mondiali                | Budapest       | 100 m piani | Bronzo     | 10"77       | Miglior prestazione personale stagionale |
| 2023 | Mondiali                | Budapest       | 4×100 m     | Argento    | 41"21       |                                          |
| 2024 | Giochi olimpici         | Parigi         | 100 m piani | Semifinale | dns         |                                          |
| 2025 | World Relays            | Guangzhou      | 4x100 m     | Bronzo     | 42"33       |                                          |

## Campionati nazionali
- 4 volte campionessa nazionale dei 100 m piani (2009, 2012, 2015, 2021)
- 3 volte campionessa nazionale dei 200 m piani (2012, 2013, 2021)

## Altre competizioni internazionali
2008
- Oro alla World Athletics Final ( Stoccarda), 100 m piani - 10"94

2009
- Argento alla World Athletics Final ( Salonicco), 100 m piani - 10"89

2012
- Vincitrice della Diamond League nella specialità dei 100 m piani (19 punti)

2013
- Vincitrice della Diamond League nella specialità dei 100 m piani (20 punti)
- Vincitrice della Diamond League nella specialità dei 200 m piani (15 punti)

2015
- Vincitrice della Diamond League nella specialità dei 100 m piani (20 punti)

2022
- Oro al Meeting de Paris ( Parigi), 100 m piani - 10"67
- Oro all'Herculis ( Monaco), 100 m piani - 10"62
- Argento al Memorial Van Damme ( Bruxelles), 100 m piani - 10"74
- Vincitrice della Diamond League nella specialità dei 100 m piani

## Riconoscimenti
- Atleta mondiale dell'anno (2013)

## Curiosità
In una giornata sportiva di aprile 2023 organizzata dalla scuola di suo figlio Zyon, Fraser-Pryce ha deciso di partecipare alla gara dei 100 metri riservata ai genitori. Nonostante la situazione informale, la velocista ha dato il massimo, concludendo la gara prima che le altre contendenti fossero a metà del percorso. Il video della sua corsa, pubblicato sui social, ha suscitato reazioni divertite e stupite, con molti che hanno ammirato la sua incontenibile velocità anche in un contesto non agonistico.